# Ajou
Ajou település Franciaországban, Eure megyében. Lakosainak száma 266 fő (2018. január 1.). Ajou Bosc-Renoult-en-Ouche, Champignolles, La Ferrière-sur-Risle, La Houssaye és Le Noyer-en-Ouche községekkel határos.

## Népesség
A település népességének változása:
| Lakosok száma | 193  | 182  | 242  | 220  | 217  | 244  | 256  | 255  | 255  | 266  |
|               | 1962 | 1968 | 1982 | 1990 | 1999 | 2008 | 2011 | 2013 | 2017 | 2018 |